# Comuna de Łabowa
Łabowa (polaco: Gmina Łabowa) é uma gminy (comuna) na Polónia, na voivodia de Pequena Polónia e no condado de Nowosądecki.
De acordo com os censos de 2004, a comuna tem 5109 habitantes, com uma densidade 42,9 hab/km².

## Área
Estende-se por uma área de 119,12 km².

## Subdivisões
- Barnowiec, Czaczów, Kamianna, Kotów, Krzyżówka, Łabowa, Łabowiec, Łosie, Maciejowa, Nowa Wieś, Roztoka Wielka, Składziste, Uhryń.